# Boahia
Boahia è una città e sottoprefettura della Costa d'Avorio appartenente al dipartimento di Bondoukou. Conta una popolazione di 9 182 abitanti (censimento 2014).